# Bahnstrecke Nazarhan–Shovot
| Streckenlänge: | 85,0 km                  |                                            |                                            |
| Spurweite: | 1520 mm (Russische Spur) |                                            |                                            |
| Zweigleisigkeit: | nein                     |                                            |                                            |
| |                          |                                            |                                            |
| \| \| \| Bahnstrecke Najmankul–Navoiy von Najmankul \| \| \| \| Nazarhan \| \| \| \| Bahnstrecke Najmankul–Navoiy nach Navoiy \| \| \| \| Amu-Darja-Brücke \| \| \| \| Kipchak \| \| \| \| Kuyukkupur \| \| \| \| Mamakipir \| \| \| \| Klychnyazbay-Kanal \| \| \| \| Bahnstrecke Makat–Farap von Makat \| \| \| \| Shovot \| \| \| \| Bahnstrecke Makat–Farap nach Farap \| |                          |                                            |                                            |
| Strecke |                          | Bahnstrecke Najmankul–Navoiy von Najmankul | Bahnstrecke Najmankul–Navoiy von Najmankul |
| Bahnhof |                          | Nazarhan                                   | Nazarhan                                   |
| Abzweig geradeaus und nach links |                          | Bahnstrecke Najmankul–Navoiy nach Navoiy   | Bahnstrecke Najmankul–Navoiy nach Navoiy   |
| Brücke über Wasserlauf |                          | Amu-Darja-Brücke                           | Amu-Darja-Brücke                           |
| Bahnhof |                          | Kipchak                                    | Kipchak                                    |
| Bahnhof |                          | Kuyukkupur                                 | Kuyukkupur                                 |
| Bahnhof |                          | Mamakipir                                  | Mamakipir                                  |
| Brücke über Wasserlauf |                          | Klychnyazbay-Kanal                         | Klychnyazbay-Kanal                         |
| Abzweig geradeaus und von rechts |                          | Bahnstrecke Makat–Farap von Makat          | Bahnstrecke Makat–Farap von Makat          |
| Bahnhof |                          | Shovot                                     | Shovot                                     |
| Strecke |                          | Bahnstrecke Makat–Farap nach Farap         | Bahnstrecke Makat–Farap nach Farap         |

Die Bahnstrecke Nazarhan–Shovot ist eine Bahnstrecke in Usbekistan, die als Querverbindung zwischen den Bahnstrecken Najmankul–Navoiy und Makat–Farap 2024 in Betrieb ging.

## Geschichte
Mit der Unabhängigkeit der Staaten, die 1991 aus dem südlichen Bereich der Sowjetunion hervorgingen, entstanden neue internationale Staatsgrenzen. Die zwischen Turkmenistan und Usbekistan schneidet mehrfach die Bahnstrecke Makat–Farap, so auch deren Abschnitt, der die usbekischen Verwaltungsbezirke der Republik Karakalpakistan und das Viloyat Xorazm (Provinz Choresmien) verbindet.
Usbekistan entschloss sich deshalb, eine neue Bahnstrecke zwischen den Bahnhöfen Nazarhan (Karakalpakistan) und Shovot (Viloyat Xorazm) zu errichten, die beide direkt über usbekisches Staatsgebiet verbindet. Eine solche Verbindung der Bahn ausschließlich über usbekisches Staatsgebiet bestand zwar über Chasorasp und Miskin, erforderte aber einen Umweg von 180 km und sechs Stunden zusätzliche Fahrzeit. Die neue Verbindung wurde am 29. Februar 2024 eingeweiht. Die neue Strecke führt südwestlich von Gurlen in einem Abstand von nur etwa 200 m an der Grenze zu Turkmenistan entlang.

## Technische Parameter
Die Bahnstrecke Nazarhan–Shovot ist in der „russischen“ Breitspur errichtet, eingleisig und 85 km lang. Im Verlauf der Strecke liegen drei Unterwegsbahnhöfe, 18 unbeschrankte und zwei mit Personal besetzte Bahnübergänge. Aufwändigstes Bauwerk im Verlauf der Strecke ist die Amu-Darja-Brücke bei Kipchak über den Amudarja, eine kombinierte Eisenbahn- und Straßenbrücke, mit einer Fahrbahnebene. Das Gleis der Bahnstrecke liegt mittig in der Straße.